# Barbora Seemanová
Barbora Seemanová (Praag, 1 april 2000) is een zwemmer uit Tsjechië.
In 2016 nam Seemanová voor Tsjechië deel aan de Olympische Zomerspelen van Rio de Janeiro op de onderdelen 200 meter vrije slag en 4x100 meter wisselslag-estafette.
In 2018 nam ze deel aan de Olympische Jeugdzomerspelen waar ze gouden medailles behaalde op de 50 en 100 meter vrije slag, en brons op de 200 meter vrije slag.
Op de Wereldbeker zwemmen 2019 behaalde ze tweemaal winst in Berlijn.